# الحاجب (مدينة مغربية)
الحاجب، وتلقب ببوابة الأطلس المتوسط، (بالأمازيغية: ⵍⵃⴰⵊⴱ)هي مدينة وجماعة مغربية جبلية ذات طابع حضري، وعاصمة إقليم الحاجب ضمن جهة فاس مكناس، يبلغ عدد سكانها 40.735 نسمة حسب الإحصاء العام لسنة 2024. تشتهر مدينة الحاجب بوفرة المنابع المائية العذبة، وتبعد عن مدينة مكناس بمسافة 32 كلم ،و 60كلم جنوب غرب فاس. 

## تاريخ

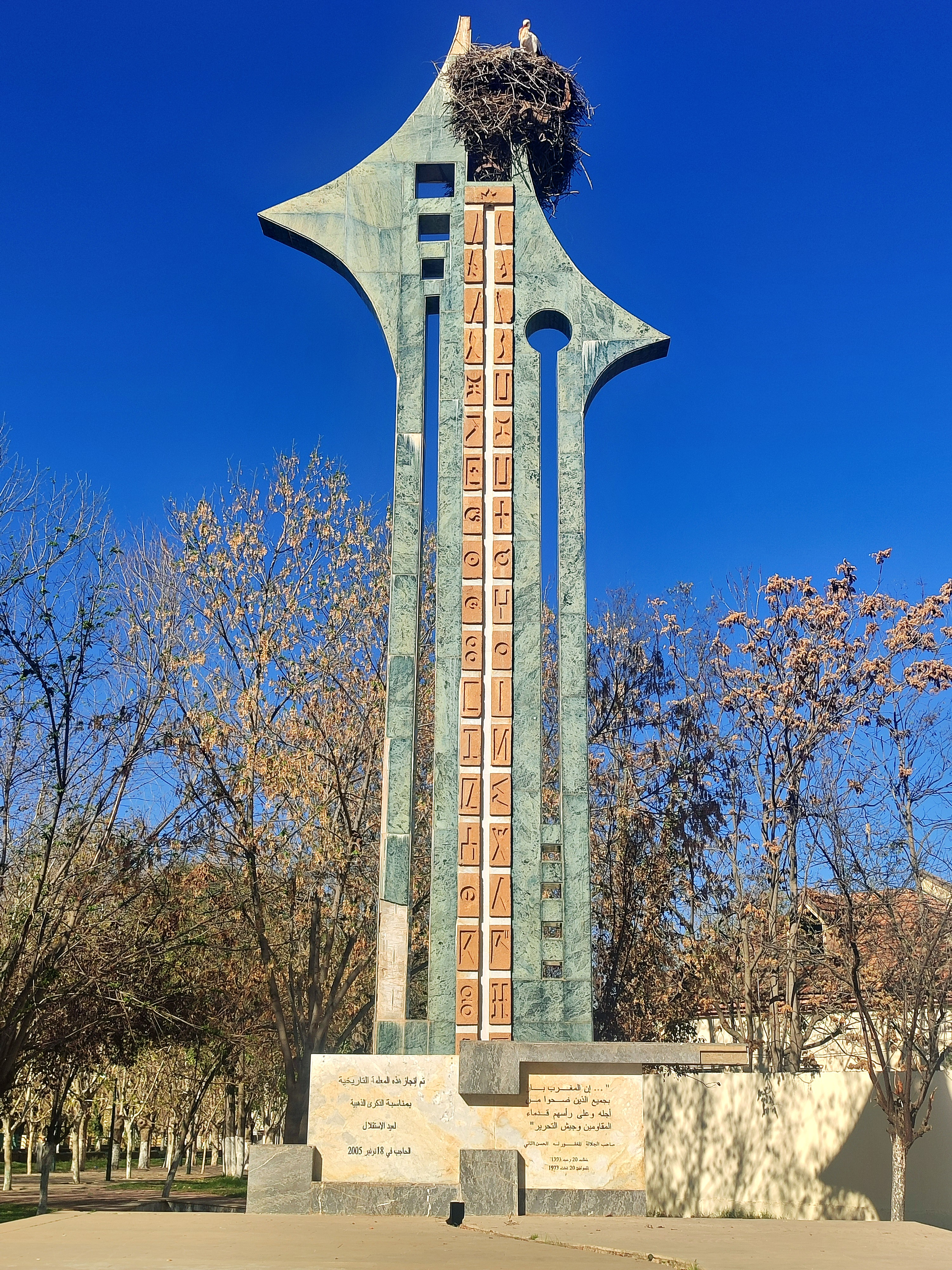
صرح معماري بمدينة الحاجب أسس سنة 2005

### الموحدون
يرجع تاريخ المدينة إلى العصر الموحدي (القرن 12) حيث كانت تسمى جامع الحمام وكانت عبارة عن قصبة عسكرية مهمة بحكم موقعها الجغرافي الاستراتيجي على طريق القوافل المتجهة أو القادمة من تافيلالت. فقدت الحاجب أهميتها ابتداء من القرن 15، حيث تعرضت للتخريب، كما ذكر ذلكذ الحسن الوزان الذي وجد المنطقة عبارة عن أطلال وأسوار مهجورة. [بحاجة لمصدر]

### العلويون
تسمية «الحاجب» ظهرت في عهد السلطان المولى إسماعيل، الذي اتخذها كموقع عسكري، نظرا لتضاريسها االتي تشكل حجابا واقيا للعاصمة مكناس ضد هجمات قبائل الأطلس المتوسط. أعيد بناء القصبة في عهد الحسن الأول، سنة 1880 كمركز مراقبة للطريق السلطانية الرابطة بين مكناس وتافيلالت، وأيضا لصد هجمات قبائل المنطقة (بني مطير وكروان) ضد مكناس. وهي القصبة التي شكلت النواة الأولى لمركز حضري بهذه المنطقة.

### الاستعمار الفرنسي
عند احتلال الموقع من طرف القوات الفرنسية في 1911، اكتسب الموقع أهمية كبرى في المراقبة السياسية والعسكرية لقبائل الأطلس المتوسط، التي استمرت في مقاومة الاستعمار إلى غاية ثلاثينات القرن العشرين. قامت الحماية الفرنسية بتقسيم منطقة قبيلة بني مطير إلى منطقتين، شمالية (تحت امرأة القايد حدو نهموشة) وجنوبية (عين على رأسها القايد إدريس أورحو).

### الاستقلال
بعد الاستقلال حافظت الحاجب على أهميتها العسكرية باحتضانها لإحدى أكبر ثكنات القوات المسلحة الملكية للتدريب العسكري، والتي تساهم في اقتصاد المدينة. ارتقت المدينة لعاصمة لإقليم الحاجب سنة 1991.

## جغرافيا

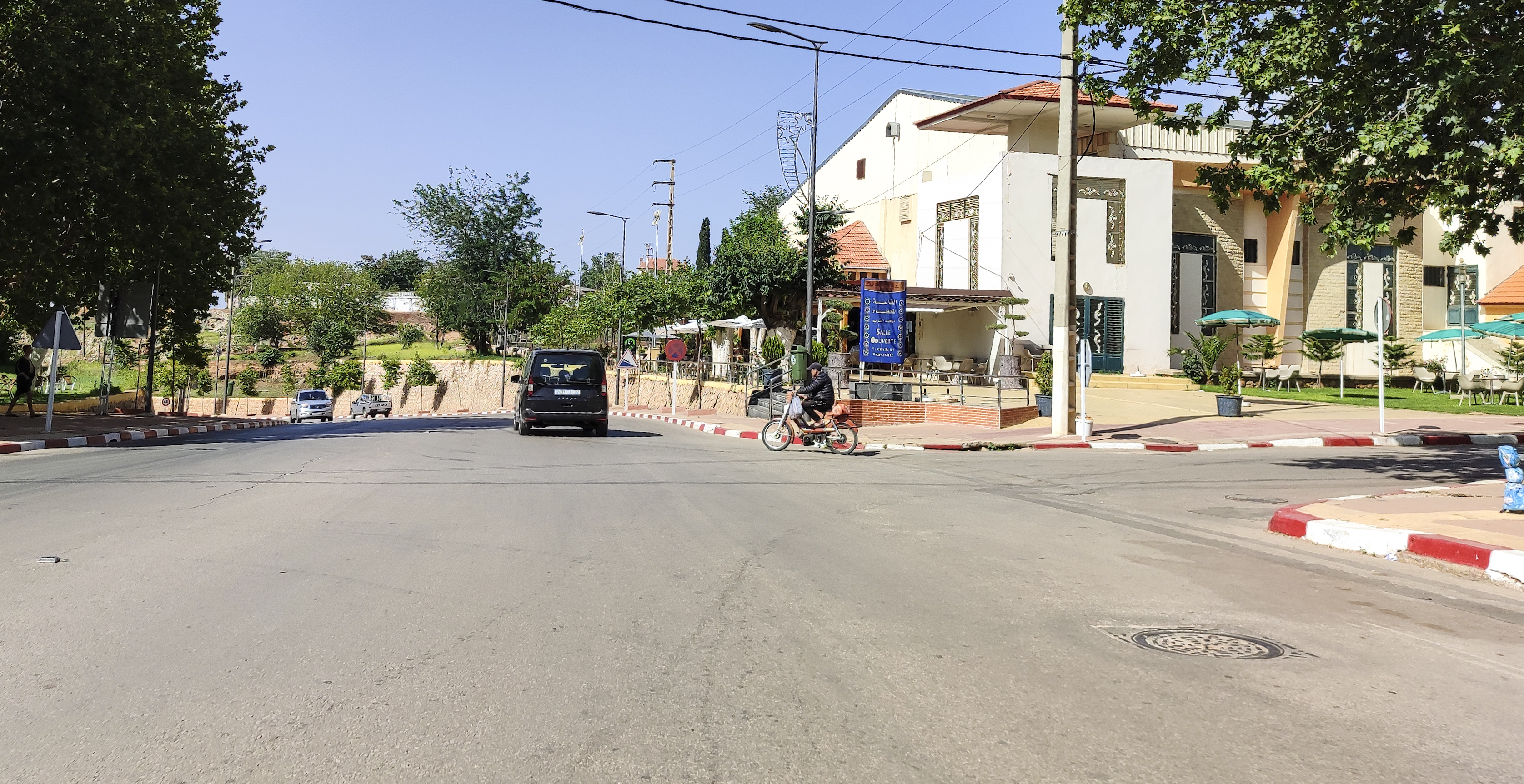
مركز مدينة الحاجب

### الموقع
تقع مدينة الحاجب على ارتفاع 1200 متر فوق سطح البحر، عند نقطة التقاء هضبة سايس وجبال الأطلس المتوسط، تتواجد الحاجب على مسافة 32 كلم جنوب مدينة مكناس، وعلى مسافة 60 كلم جنوب غربي مدينة فاس، بمقدمة جبال الأطلس المتوسط.[بحاجة لمصدر] تحد مدينة الحاجب من جهة الشمال الشرقي جماعة آيت نعمان، في حين تحدها جماعة إقدار من باقي الجهات. 

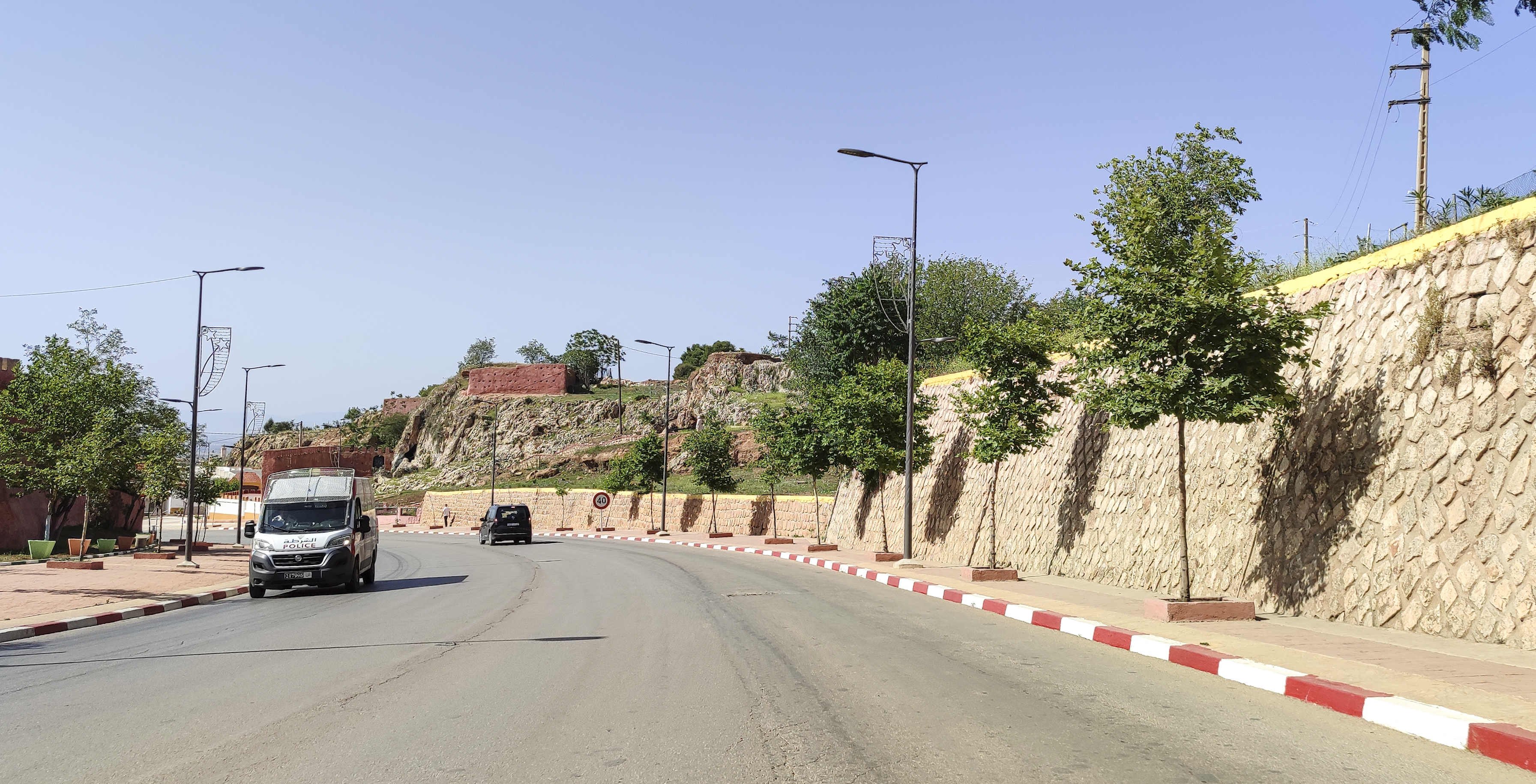
جرف صخري من مدينة الحاجب

### التضاريس
تعبر المدينة أجراف صخرية تقسمها إلى جزأين، الأحياء الموجودة في العالية (الحاجب العالي أو حي كانتينا) والأحياء المتواجد في السافلة (الحاجب السفلي) جنوبا. تضم هذه الأجراف العديد من المغارات، أشهرها المغارة التي تشبه وجه الأسد. [بحاجة لمصدر]

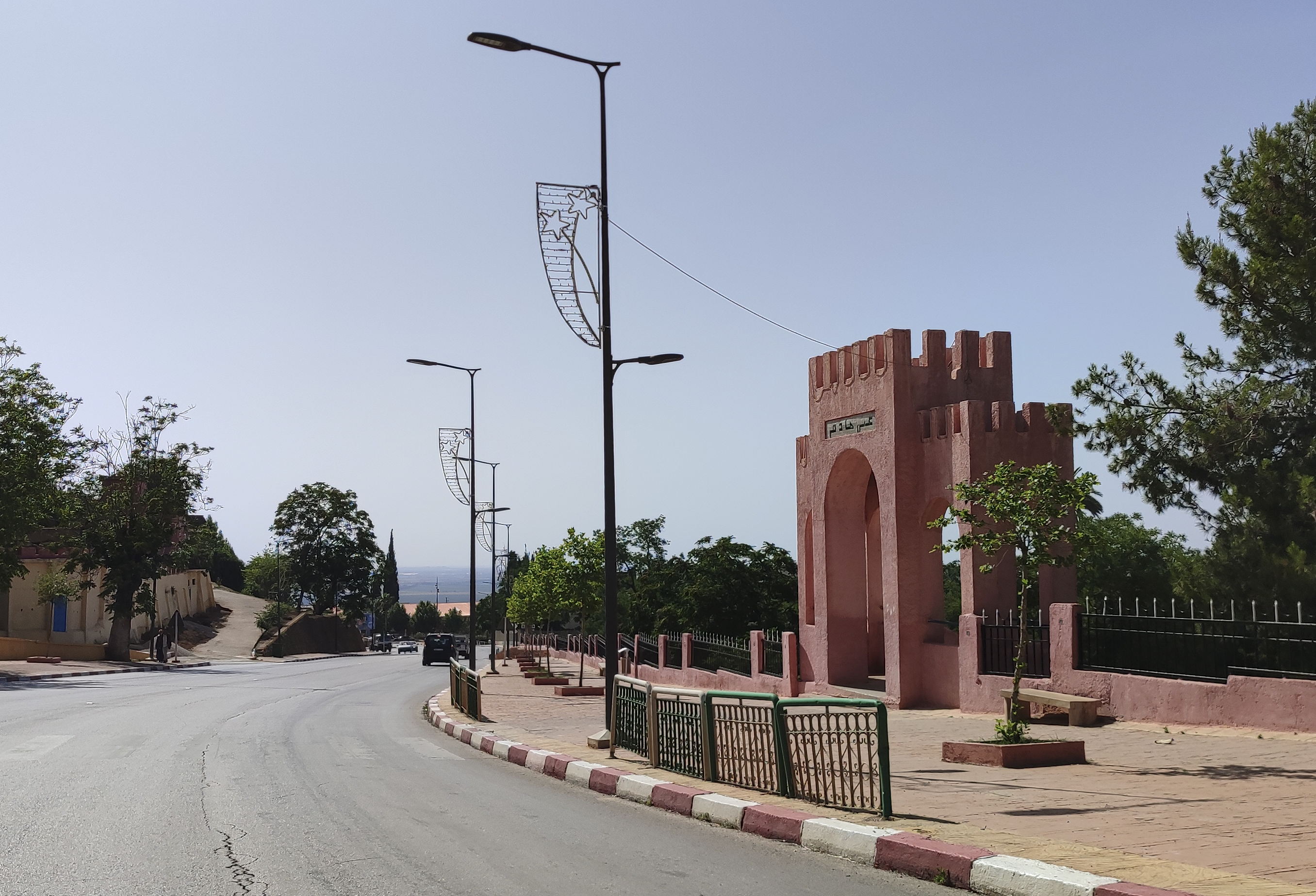
مدخل منتزه عين خادم

### المنابع المائية
تتميز مدينة الحاجب بكثرة العيون المائية العذبة، وأشهرها:
- عين خادم وسط المدينة.
- عين الذهيبة،
- عين أغبال
- عين الحد
- عين سلامة
- عين إيكو
- عين بيطيت.[10]

### المناخ
مناخ المدينة جبلي رطب، بارد شتاء ومعتدل إلى حار صيفا. تتراوح درجات الحرارة الدنيا بين 0 و 16 درجة مئوية والعليا بين 12 و 32 درجة مئوية، تشهد المدينة تساقطات ثلجية غير منتظمة. [بحاجة لمصدر]

## السكان
بلغ عدد سكانها 40.735 نسمة حسب الإحصاء العام لسنة 2024، يتوزعون على 8.633 أسرة. اللغات الرائجة في المنطقة هي العربية المغربية والأمازيغية. 

## الاقتصاد

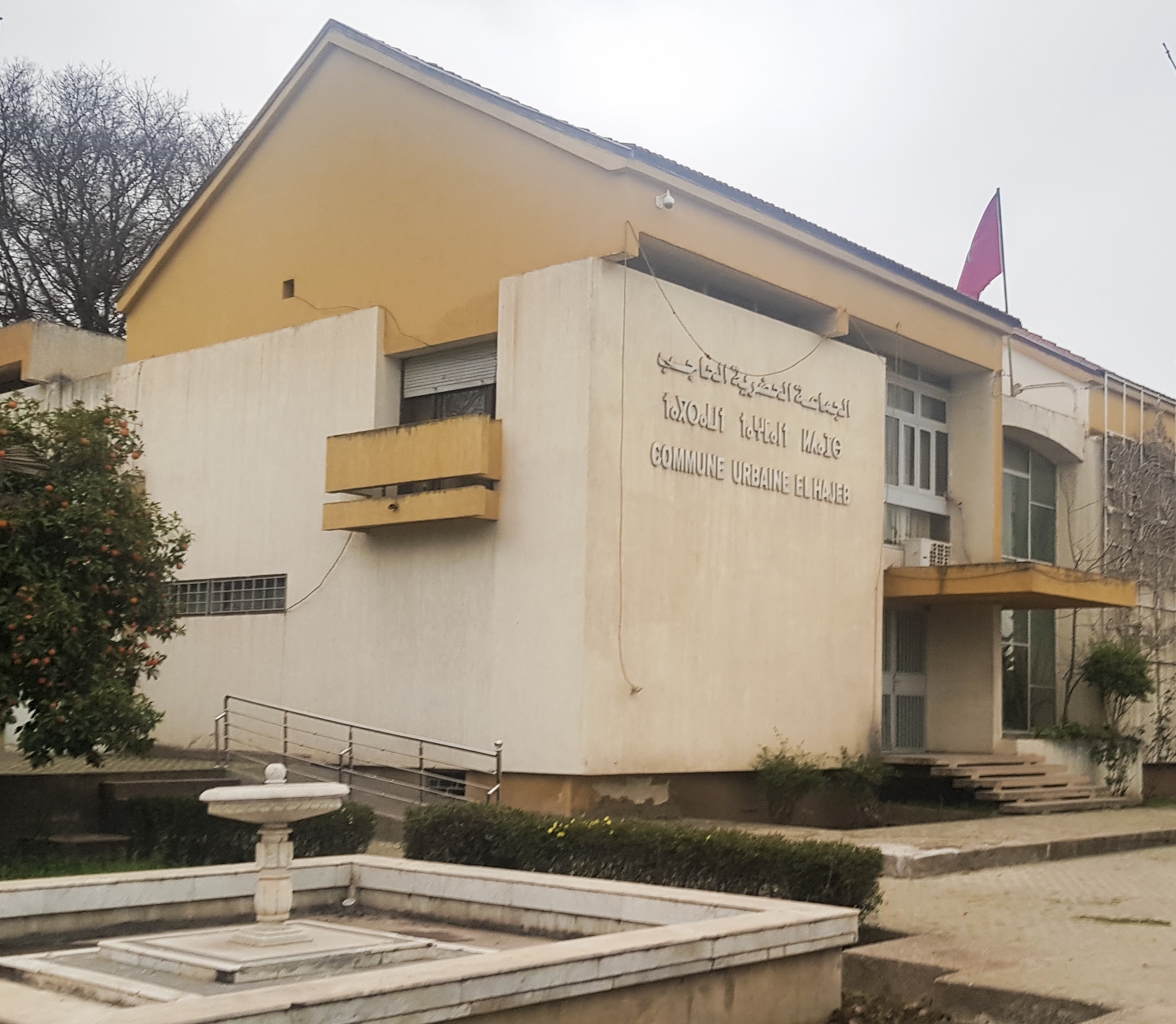
مقر جماعة الحاجب

### الفلاحة
تعتبر مدينة الحاجب مركزا تجاريا لتسويق المنتجات الفلاحية والحيوانية والغابوية للإقليم، خاصة في السوق الأسبوعي ليوم الإثنين، لكن رغم ذلك تشهد المدينة منافسة اقتصادية كبيرة من مدينة مكناس ذات الجاذبية الاقتصادية العالية. من بين المنتجات الفلاحية التي تشتهر بها مدينة الحاجب ونواحيها، النباتات الطبية والعطرية مثل اليانسون وزيت الزيتون، والعسل، ومشتقات الحبوب والنباتات العطرية.

### الصناعة
تمارس في مدينة الحاجب الصناعة التقليدية، خاصة صناعة النسيج، ومن أهم منتجاتها:
- زربية الأطلس.
- زرابي الحنبل. (نوع من السجاد الأمازيغي).
- الخيام الأطلسية (الزعرية)، ومعداتها مثل تارحاليت (مكان حفظ أدوات إعداد وتحضير الحبوب).
- بوشرويط (نوع من السجاد الأمازيغي).

### الخدمات
تتوفر مدينة الحاجب على ثكنة عسكرية وطنية تساهم في الإنعاش الاقتصادي للمدينة.

### الموارد الطبيعية
سنة 2018، تم اكتشاف منجم للزنك بمنطقة أشماش ضواحي مدينة الحاجب، بطاقة إنتاجية سنوية تبلغ 750 طنا.

### السياحة
تتوفر مدينة الحاجب على مؤهلات سياحية طبيعية وتراثية مهمة، لكن قطاع السياحة في المدينة ليس متطورا، رغم تواجدها بين ثلاثة أقطاب سياحية مهمة هي مدينة فاس ومكناس وإفران. سنة 2019، تم إطلاق برنامج تأهيل وتثمين عيون المدينة (عين الذهيبة، عين مدني، عين خادم وعين بوتغزاز) باستثمار مشترك، قيمته 59 مليون درهم، بين جهة فاس مكناس ومجلس الإقليم والمجلس البلدي. ومن بين أهم المعالم السياحية للمدينة، منتزه عين الذهبية وعين خادم وعين مدني وعين بوتغزاز وقصبة الحاجب التاريخية.

## التعليم

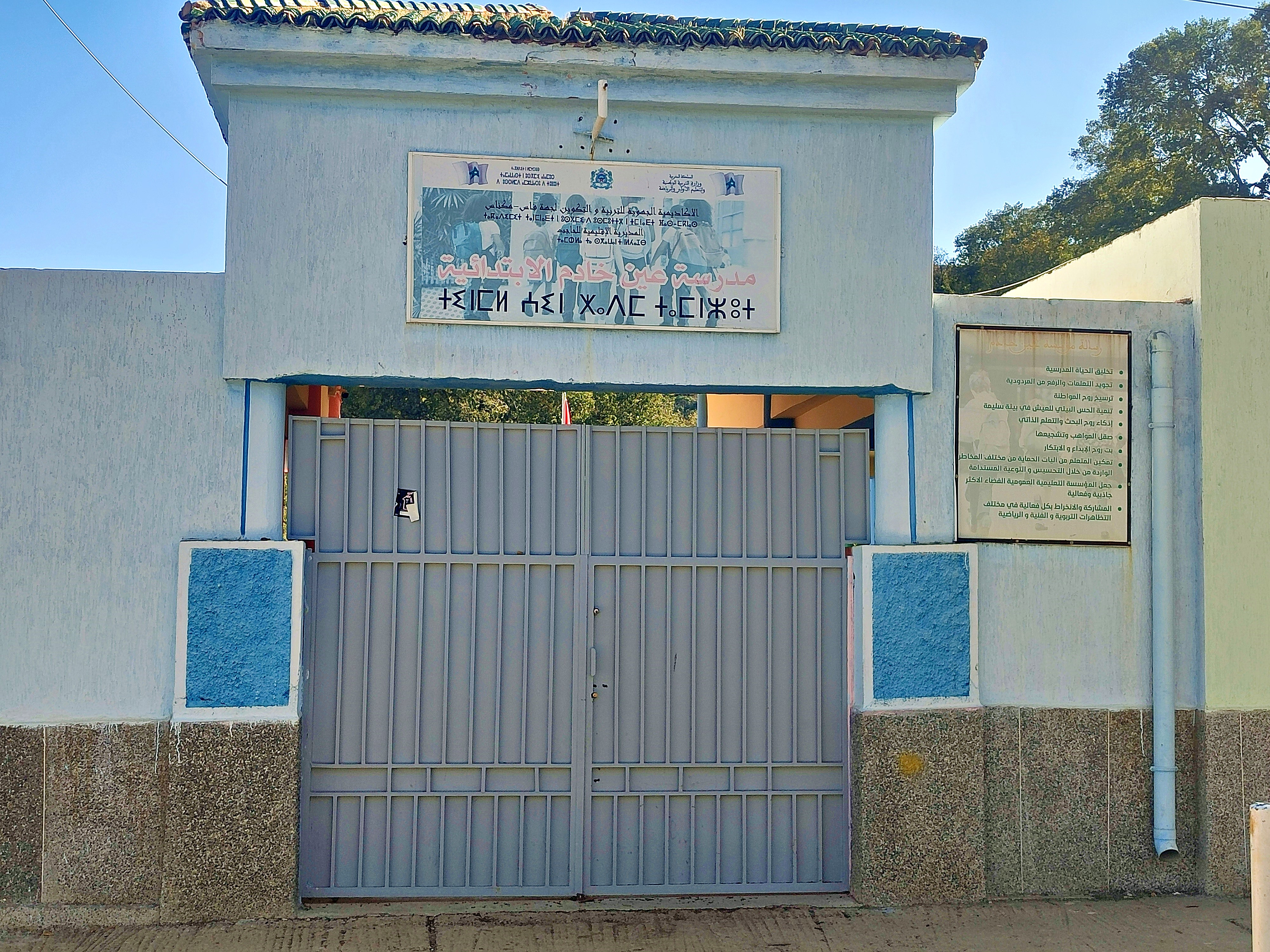
مدرسة عين خادم الابتدائية مديرية الحاجب

قائمة المؤسسات التعليمية في مدينة الحاجب:

### التعليم الثانوي
- الثلوج
- ابن الخطيب

### التعليم الاعدادي:[13]
- الأطلس
- ابن خلدون
- الخوارزمي

### التعليم الابتدائي[13]
- عين خادم
- حسن اليوسي
- زهير ابن ابي سلمى
- النهضة
- زينب النفزاوية
- الياسمين
- العمران

### مؤسسات اخرى

#### مؤسسة التفتح لتربية و التربية و التكوين
تهدف إلى نشر و تعزيز الثقافة الفنية و تطوير مهارات التلاميذ في المجالات الأساسية(المسرح،الموسيقى الفنون التشكيلية، الصوت والصورة بالإضافة إلى اللغتين الإسبانية و الألمانية)، افتتحت بتاريخ  18 يوليوز 2023، ويستفيد من أنشطته تلاميذ و تلميذات مؤسسات التربية والتعليم العمومي و الخصوصي مجانا. [بحاجة لمصدر]

## المعالم

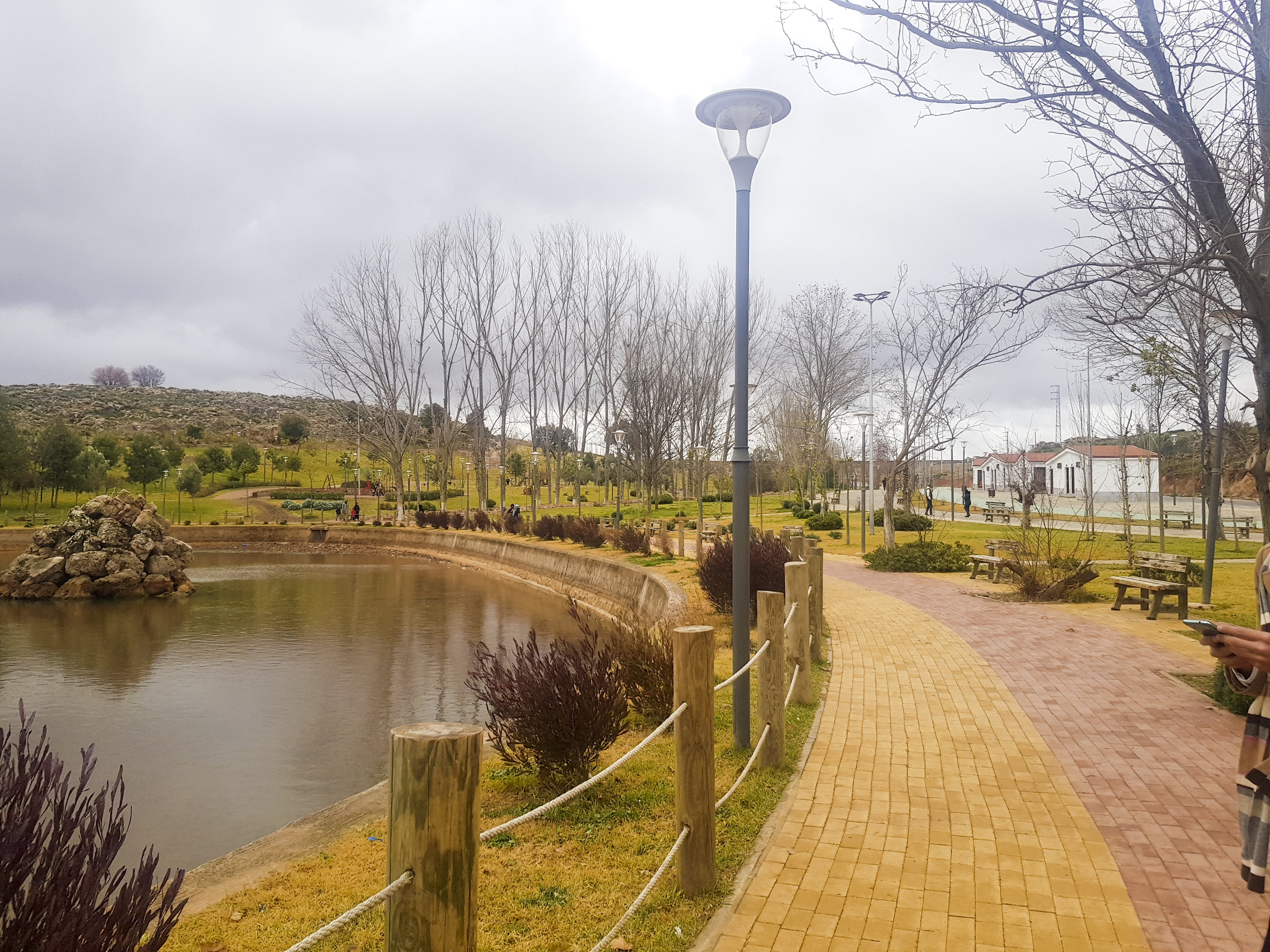
منتزه عين الذهيبة بالحاجب

### منتزه عين ذهيبة
هي عين مائية بمدينة الحاجب تمت تهيئتها لتصبح منتزها حضريا سياحيا ومتنفسا لساكنة المدينة، تم تشييد هذا المنتزهر على مساحة 5 هكتارات، ويتوفر على مسارات للمشي وفضاء للرياضة، وأماكن للتنزه، وألعاب للأطفال، ومرافق صحية، وموقف للسيارات. تمت تهيئة منتزه عين ذهيبة من خلال شطرين، خصصت للشطر الأول ميزانية 18 مليون درهم، والشطر الثاني ميزانية 14 مليون و236 ألف درهم، بشراكة بين مجلس جهة فاس مكناس وعمالة إقليم الحاجب وجماعة الحاجب. 

## معرض الصور

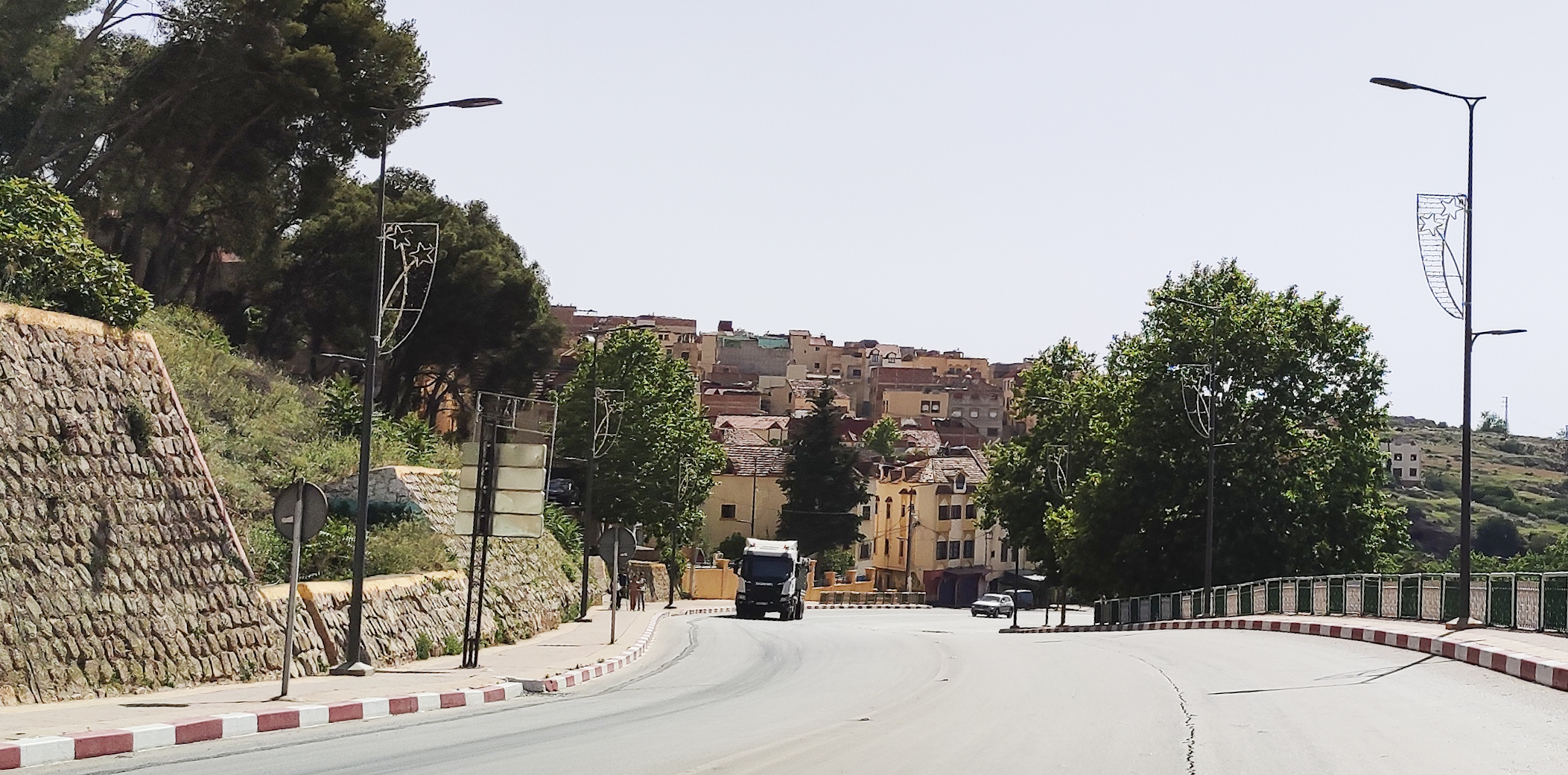
مخرج مدينة الحاجب نحو مكناس